# 바버 (브랜드)
제이 바버 앤 선즈(영어: J. Barbour & Sons Ltd)는 영국의 럭셔리 및 라이프스타일 브랜드이다. 1894년 존 바버가 창업했으며 바버와 바버 인터내셔널 브랜드를 통해 왁스를 바른 면 아우터웨어와 신발 등을 생산 및 판매한다. 사우스실즈 출신의 유포 공급업체였던 바버 앤 선즈는 영국 시골지역에서 널리 입는 왁스 처리된 겉옷으로 유명하며 이를 바버 자켓이라고 부르기도 한다. 1974년 엘리자베스 2세로부터 방수 기능 의류의 왕실 보증을 인가받았으며 이어서 1982년 에딘버러 공 필립, 1987년 웨일스 왕자 해리의 보증을 얻었다.
스코틀랜드 갤러웨이 토박이였던 존 바버는 1894년에 잉글랜드의 항구도시 사우스실즈에 유포 공급업체인 제이 바버 앤 선즈 유한회사를 설립했다. 존 바버의 손자이자 모터사이클 애호가인 던컨 바버는 회사를 물려받으면서 왁스드 코튼 모터사이클 자켓을 최초로 생산하며 회사의 설립취지를 이어받았다. 해당 의류는 여전히 사우스실즈에서 생산되지만 다른 제품은 영국 밖에서 만들어지기도 한다.
설립 당시 바버의 본사는 사우스실즈 마켓 플레이스 5번지에 있었으며 1980년대에 같은 지역 내 지금의 위치로 이전했다.